# ماكماك

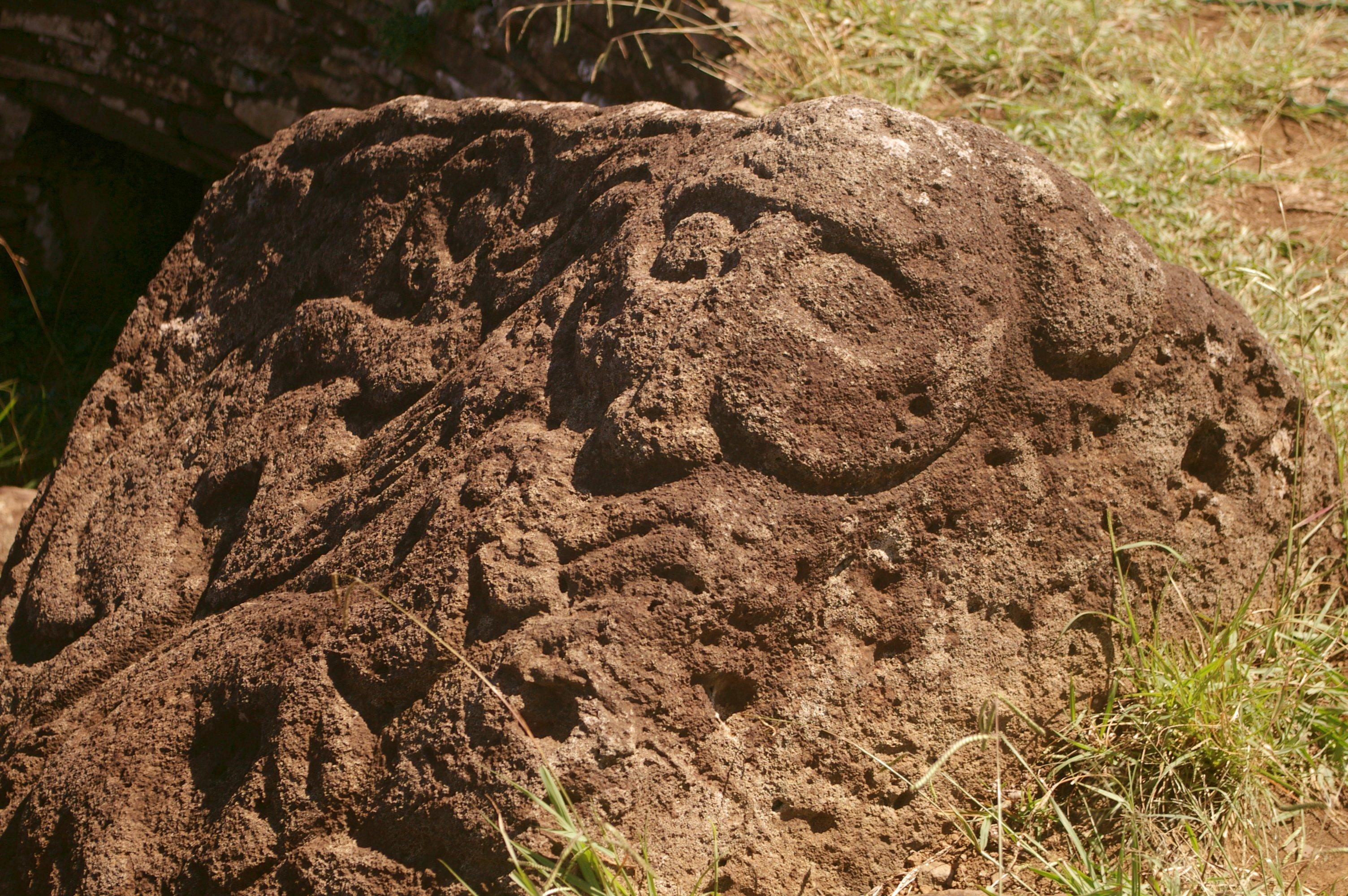
ماكماك

ماكماك (بالإنجليزية: Makemake)‏ الرب الأعلى لرابا نوي (جزيرة الفصح) خالق البشر الأوائل ورئيس عبادة الطيور. بقوته المقدسة يجعل النباتات والحيوانات تنمو. يعتقد بعضهم أن التماثيل الكبيرة في جزيرة الفصح مرتبطة بعبادته.